# Renault Ladiesteam
Het Renault Ladiesteam was een Nederlandse marathonschaatsploeg onder leiding van Youri Lissenberg die gehuwd is met kopvrouw Daniëlle Bekkering. 
Hendriks wist in 2012 de Willem Poelstra Talentprijs te winnen en Kamminga werd al eens tweede om de KPN Cup. Daarnaast hebben Hendriks, Kamminga en Roosenboom bij het Europese kampioenschappen inline-skaten 2013 in Almere medailles bij elkaar geskeelerd.

## Seizoen 2013-2014
De volgende langebaanschaatsers maken deel uit van dit team:
- Daniëlle Bekkering
- Sharon Hendriks
- Manon Kamminga
- Bianca Roosenboom